# Bataille de Gannoruwa
Guerre cingalaise-portugaise
La Bataille de Gannoruwa était un affrontement de la guerre cingalaise-portugaise menée en 1638 entre les forces portugaises du Ceylan et l'armée cinghalaise du roi de Kandy à Gannoruwa dans le District de Kandy, Sri Lanka. Les Portugais avaient tenté trois fois sans succès de capturer le Royaume de Kandy, afin de mettre toute l'île sous leur domination. En 1635, Râjasimha II devient roi de Kandy et entame des négociations avec les Hollandais pour obtenir leur aide pour chasser les Portugais. Les Portugais ont accéléré leurs efforts pour prendre Kandy à cause de cela, et Diogo de Melo de Castro, le capitaine général portugais, a tenté de provoquer les Cinghalais à plusieurs reprises.
Melo a saisi un éléphant présenté à un marchand par le roi, auquel le roi a répondu en saisissant deux des propres chevaux de Melo. À la suite de cet incident, Melo rassembla ses troupes et partit pour Kandy. La ville de Kandy a été évacuée par les Cinghalais et l'armée de Melo a trouvé la ville vide à leur arrivée. Ils ont saccagé et incendié la ville et ont commencé à retourner à Colombo. Cependant, leur chemin a été bloqué par l'armée cinghalaise à Gannoruwa. La force portugaise était encerclée avec toutes les voies d'évacuation coupées.
Le 28 mars 1638, l'armée cinghalaise a attaqué la force portugaise, ne laissant que 33 soldats portugais en vie, ainsi qu'un certain nombre de mercenaires. Les têtes des soldats portugais tués ont été empilées devant le roi cinghalais Rajasingha II. La bataille, qui s'est terminée par la victoire de l'armée cinghalaise, a été la dernière bataille menée entre les Portugais et les Cinghalais, et a également été la bataille finale menée par le royaume de Kandy. Les Portugais ont été chassés du pays par les Néerlandais peu de temps après.

## Contexte

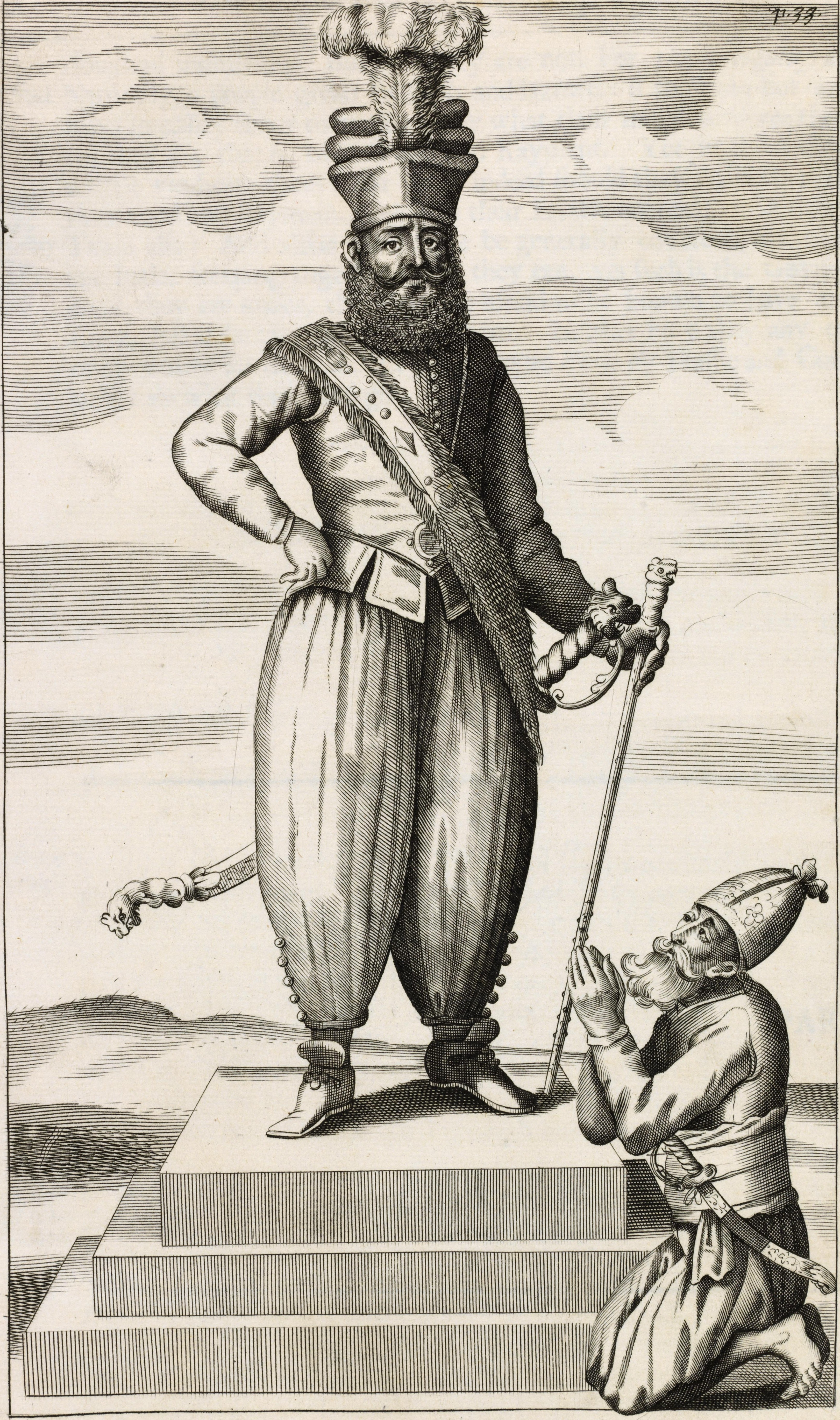
Le roi Râjasimha II qui dirigea l'armée cinghalaise à la bataille de Gannoruwa.

Les Portugais ont débarqué pour la première fois au Sri Lanka en 1505 . Le but des Portugais était de capturer toute l'île  qui a été divisée en plusieurs royaumes. En 1619, ils contrôlaient les royaumes de Kotte, Sitawaka et Jaffna. Kandy était le seul royaume restant sous le pouvoir d'un roi indigène. Les Portugais ont tenté de capturer Kandy en 1594, 1603 et 1630, mais ont été vaincus à trois reprises. En 1635, avec la mort du roi Senarat, le royaume a été divisé en trois parties. Son fils est devenu le roi de Kandy sous le nom de Râjasimha II, et les cousins de ce dernier, Wijayapala et Kumarasinghe, ont reçu le contrôle des régions de Matale et Uva . Râjasimha, auparavant connu sous le nom de Maha Asthana , avait combattu les Portugais lors de la bataille de Randeniwela avec son père et ses cousins en 1630 ,. Râjasimha II a entamé des négociations avec les Néerlandais pour obtenir leur aide pour vaincre les Portugais. En conséquence, les Portugais ont accéléré leurs tentatives de capture de Kandy . Diogo de Melo de Castro était le capitaine général portugais à Colombo, ayant été nommé à ce poste en 1633 .

### Provocation
Melo a suivi une approche agressive envers Kandy depuis le début. Une caravane de 600 hommes et taureaux a été arrêtée puis relâchée. Il a également soulevé des problèmes avec l'accord de paix qui avait été signé plus tôt entre les Portugais et le roi Senarath. En attendant, il rassembla ses troupes en vue d'une attaque contre Kandy. Ces troupes ont ensuite campé à Atapitiya, près des frontières du royaume de Kandy en guise de démonstration de force. En réponse à cela, les Cinghalais ont renforcé leurs défenses avec des troupes de Matale et d'Uva .
Râjasimha II avait offert un éléphant à un marchand portugais, António Machado, qui avait gagné les faveurs du roi . Melo a pris cet éléphant en sa possession. Après en avoir entendu parler, Râjasimha a présenté un autre éléphant au marchand. Il a ensuite saisi deux chevaux qui ont été envoyés à Kandy par Melo pour la vente, et a informé Melo que les chevaux seraient libérés au retour de l'éléphant ,. Les Portugais ont également tué le Disawe de Râjasimha, un officier régional de Batticaloa, à la grande colère du roi .

## Préparatifs
Melo a commencé à préparer ses troupes pour attaquer Kandy après la saisie de ses chevaux par le roi cinghalais. Il a ordonné à ses Disawes de convoquer l'armée dans un village nommé Menikkadawara. Le 19 mars 1638, Melo quitta Colombo et arriva à Menikkadawara avec une armée de 900 soldats portugais et 5 000 mercenaires dont des Lascarins, des Cafres, des Malais, des Canarais et des Cinghalais . Des troupes ont également été amenées de Malacca pour la bataille . Râjasimha II a envoyé une lettre à Melo par l'intermédiaire d'un frère portugais cherchant des négociations, mais cet appel a été rejeté par Melo, qui a répondu en disant «Le petit noir a peur. Nous le traînerons par les oreilles» . Le roi , irrité par cette remarque, convoqua ses troupes et se prépara au combat . L'armée portugaise fut placée sous le commandement de Fernão de Mendonça Furtado, le neveu et gendre de Melo .
La ville a été évacuée, car l'armée cinghalaise n'était pas capable d'affronter de front l'armée portugaise. Tout ce qui avait de la valeur dans la ville a été emporté. Au lieu d'affronter directement les Portugais, Râjasimha II et ses généraux ont planifié un piège. L'armée cinghalaise campa sur la colline de Gannoruwa, se préparant à attaquer les forces portugaises à leur retour de Kandy .

### Le vœu du roi
Alors qu'il effectuait une reconnaissance avec ses généraux dans la zone autour d'un sanctuaire appelé Dodanwala Dewalaya, la couronne du roi tomba de sa tête. Il fut informé par ses hommes qu'il se trouvait près du sanctuaire et que la divinité qui présidait le sanctuaire était puissante. Râjasimha II a juré au sanctuaire que s'il réussissait à vaincre les Portugais, il présenterait sa couronne et son épée au sanctuaire .

## Bataille
La force portugaise a avancé à travers Atapitiya jusqu'à Balana, un fort de Balana et un poste d'observation de l'armée du roi. Ils se rendirent à Kandy et trouvèrent la ville déserte. Ils ont saccagé et incendié la ville, y compris le palais royal et les temples, puis se sont retirés, dans l'intention de retourner à Colombo .
Ils se retirèrent vers Balana dans le but de se retrancher sur les pentes de Kiriwat Talawa, mais n'avaient atteint Gannoruwa qu'à la tombée de la nuit. L'armée du roi a été renforcée par les troupes de Wijayapala de Matale , et l'armée cinghalaise combinée était également aidés par des soldats indiens et des Maures . À Gannoruwa, des bûcherons cinghalais ont abattu des arbres de la forêt et obstrué le chemin portugais, les empêchant de traverser la rivière  Mahaweli . La route de retour vers Kandy a été bloquée par les troupes de Matale, et toutes les voies d'évacuation ont été effectivement coupées . Les traînards autour de la force principale ont été tués par des tireurs d'élite cachés dans les forêts environnantes. Le lendemain, 28 mars 1638  , la force portugaise a tenté de reprendre sa retraite. L'armée cinghalaise attaqua aussitôt les Lascarins porteurs de vivres et les sépara du corps principal. Les Lascarins abandonnèrent les provisions pour battre en retraite et rejoindre le gros de la force. Avant que les troupes portugaises ne puissent atteindre les hauteurs de Kiriwat Talawa, l'armée cinghalaise les a encerclées et a ouvert le feu avec leurs canons lourds, dont des jingals . Alors que plusieurs facteurs avaient rendu la puissance de feu portugaise et les canons lourds inutile ,. La force portugaise subissant de lourdes pertes, Melo a demandé un armistice. Râjasimha II n'a pas répondu à cela, mais a ordonné à ses tambours de proclamer que toutes les forces Cinghalaises qui étaient avec les Portugais devaient les quitter. On leur a dit que ceux qui restaient seraient passés au fil de l'épée le lendemain .
Les effectifs de la force portugaise ont été rapidement réduits avant que l'armée cinghalaise ne charge la colline et ne les attaque. Râjasimha II a conduit ses troupes pendant la bataille à l'ombre d'un arbre. La force portugaise a été presque complètement détruite dans le combat qui a suivi. Environ 4 000 soldats de la force portugaise ont été tués . Seuls 33 soldats portugais sont restés en vie , avec un certain nombre de mercenaires. Râjasimha II et Wijayapala ont ordonné à leurs hommes de ne pas tuer les survivants après la victoire de la bataille . Les têtes des soldats tués étaient empilées devant le roi cinghalais. Une recherche a été faite pour le corps de Melo, mais il n'a pas été retrouvé. Cependant, certains soldats cinghalais ont trouvé l'épée de Melo et l'ont présentée à Râjasimha II.

## Conséquences
Après la victoire, Râjasimha II a présenté son épée et sa couronne au Dodanwala Devala comme il l'avait juré. Les hommes qui avaient pris part à la bataille recevaient des positions et des terres en récompense. Les commandants qui ont dirigé l'armée cinghalaise dans la bataille ont été promus à des grades supérieurs . Les Portugais n'ont fait aucune autre tentative pour prendre Kandy après cela  . La bataille de Gannoruwa fut la dernière bataille menée par le royaume de Kandy . Ce fut aussi la dernière bataille entre les Portugais et les Sri Lankais .
Râjasimha II a finalement conclu un accord avec les Néerlandais pour chasser les Portugais du pays. En conséquence, les Portugais ont été chassés par les Hollandais en 1658 . Le roi Râjasimha II a ensuite présenté l'épée de Melo à un amiral néerlandais, Adam Westerwolt  . Le succès de l'armée cinghalaise à la bataille a été plus tard glorifié dans les poèmes Konstantinuhatane et Mahahatane .